# Tolvstrenget guitar
En 12-strenget guitar er en guitar med 6 sæt dobbeltstrenge som en mandolin, så den derfor har tolv strenge i stedet for seks. På de fire dybe strengepar er de to strenge stemt med en oktavs mellemrum, på de to høje stemmer de ens som på mandolinen. Det giver en ekstra kraftig og fyldig lyd.
Brugere af dette instrument er bluessangerne Leadbelly og Blind Willie McTell, folkesangeren Doc Watson på nogen indspilninger, rockguitaristerne Roger McGuinn fra The Byrds og på nogen indspilninger Jimmy Page fra Led Zeppelin. 

Der findes elektriske guitarer med to gribebrætter med hver to sæt strenge, hvor det ene er tolvstrenget, det andet ordinært seksstrenget.